# Halkoluoto (ö i Nyslott, lat 61,87, long 28,84)
Halkoluoto är en ö i Finland. Den ligger i sjön Pihlajavesi och i kommunen Nyslott i  landskapet Södra Savolax, i den sydöstra delen av landet, 280 km nordost om huvudstaden Helsingfors. Öns största längd är 70 meter i sydöst-nordvästlig riktning.